# Jean-Marie Valentin-Duplantier
Pour les articles homonymes, voir Duplantier.
Le baron Jean-Marie, Cécile Valentin-Duplantier, né à Trévoux le 5 août 1758 et mort à Paris le 6 février 1814, est un député au Conseil des Cinq-Cents, préfet, puis maître des requêtes au Conseil d'État.

## Biographie

### Famille
« Fils de Messire Joseph Valentin, écuyer, conseiller de son Altesse Sérénissime en son parlement des Dombes, et de dame madame Marguerite Girard », il épouse Émilie Maubert de Neuilly, fille du fermier général Jean Germain Maubert de Neuilly et d'Antoinette Lemercier de Chalonge.

### Carrière
Jean-Marie Valentin-Duplantier devient lieutenant général au présidial et bailliage de Bourg-en-Bresse. Nommé, en 1791, commissaire du roi près le tribunal de Bourg, il blâme avec énergie le 10 août, attaque violemment la Montagne et, pour échapper aux poursuites, doit, pendant la Terreur, se réfugier à l'armée d'Italie, où il occupe une place dans les charrois (train des équipages). 

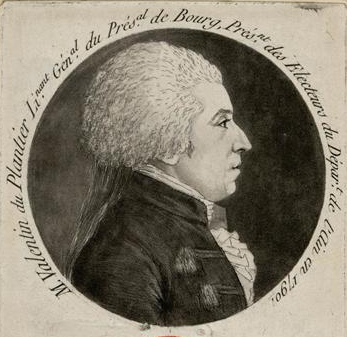
Jean-Marie, Cécile Valentin-Duplantier.

Rentré en France après le 9 thermidor, il est élu, le 24 vendémiaire an IV, député de l'Ain au Conseil des Cinq-Cents, par 132 voix (244 votants). Il prend place parmi les modérés, est membre de la commission chargée du dépouillement des scrutins, et de divers autres bureaux, appuie la vérification des pouvoirs demandée par Genissieu, demande l'ajournement de la liste décuple pour le choix d'un Directeur, combat les dénonciations contre Siméon, propose d'admettre en paiement des contributions les bons délivrés aux parents des condamnés pour la restitution de leurs biens, s'oppose à l'amnistie pour les délits relatifs à la Révolution, condamne le message du Directoire à propos de la conspiration royaliste et de l'acquittement de La Villeheurnois, fait un rapport contre les sociétés populaires, et est élu secrétaire le 1er thermidor an V. Rallié au parti de Clichy et adversaire du Directoire, il est condamné à la déportation au 18 fructidor, parvient à échapper aux poursuites, et se réfugie avec Viénot-Vaublanc en Suisse, puis en Toscane où il reste jusqu'en l'an VII. 
Rentré alors en France, il adhère au coup d'État du 18 brumaire, devient conseiller général de l'Ain en l'an VIII, président du conseil général en l'an X, préfet des Landes le 19 messidor suivant, et membre de la Légion d'honneur le 25 prairial an XII. 
Officier de l'ordre de la Légion d'honneur le 20 juillet 1808, baron de l'Empire le 23 mai 1810, préfet du Nord le 30 novembre suivant, il est nommé maître des requêtes au Conseil d'État le 23 décembre 1813, et meurt quelques semaines après.

### Préfet des Landes
Jean-Marie Valentin-Duplantier devient préfet des Landes en 1802. Dès son arrivée, il s'implique dans le développement de la ville de Mont-de-Marsan, chef-lieu du département, et prend la présidence de la Société d'agriculture, sciences, lettres et arts des Landes, dans laquelle il fait entrer le pharmacien et chimiste Étienne Dive et le marquis de Cornulier. En 1805, il loue le terrain de la Vignotte à titre personnel pour en faire un jardin expérimental. La Vignotte n'est alors qu'un petit banc de sable aride situé sur la commune de Saint-Jean-d'Août planté de vignes, surplombant la confluence de la Douze et du Midou. L'année suivante, il offre le bail à la Société d'agriculture, sciences, lettres et arts des Landes pour qu'elle y poursuive ces travaux.
Les 13 et 14 avril 1808, Napoléon Ier fait étape à l'hôtel Papin à Mont-de-Marsan sur sa route vers Bayonne. Le préfet Valentin-Duplantier intercède auprès de l'empereur pour que la Société d'agriculture, sciences, lettres et arts des Landes devienne propriétaire du terrain de la Vignotte, ce qui est officialisé par le décret de Bayonne du 12 juillet 1808. Ce même décret permet au préfet Valentin-Duplantier d'obtenir la propriété de l'ancien couvent des Clarisses pour y construire l'hôtel de la préfecture des Landes.
En 1809, Valentin-Duplantier charge David-François Panay de dessiner les plans d'un bâtiment destiné à accueillir les séances et la bibliothèque de la Société d'agriculture, sciences, lettres et arts des Landes sur ce site, la rotonde de la Vignotte.

## Mandats
- 16 octobre 1795 - 4 septembre 1797 : Ain - Modérés - Clichy